# Ольжинове
Ольжинове (у минулому — Ольгине, Ольгинова, Ольгиної, Ольгина, Ольговка, Шишкина) — село в Україні, у Цебриківській селищній громаді Роздільнянського району Одеської області.  Населення становить 229 осіб.

## Історія
В 1856 році в поселені Ольговка генерала Шишкина було 12 дворів.
На 1859 рік у власницькому селищі Ольгина (Шишкина) 1-го стану (станова квартира — містечко Понятівка) Тираспольського повіту Херсонської губернії при річці Малий Куяльник, було 14 дворів, у яких мешкало 41 чоловік і 41 жінка.
У 1887 році в селищі Ольгина Гор'ївської волості Тираспольського повіту Херсонської губернії мешкало 90 чоловіків та 98 жінок.
Станом на 20 серпня 1892 року при селищі Ольгиної Гор'ївської волості були польові землеволодіння (250 десятин, 1800 сажнів) Цвайгарта Адама, Фихтнера, Готлиба, Фишера Христофора з товаришами.
У 1896 році в селищі Ольгинове Гор'ївської волості Тираспольського повіту Херсонської губернії при с. Брашеванівка, було 23 двора, у яких мешкало 128 людей (60 чоловік і 68 жінок).
На 1 січня 1906 року у селищі Ольгинова (Шишкина) Гофнунгстальської волості Тираспольського повіту Херсонської губернії, яке розташоване праворуч Малого Куяльника, були суспільні наділи колишніх поміщицьких селян; проживали малороси; був сільський староста; існували колодязі; 30 дворів, в яких мешкало 208 людей (99 чоловіків і 109 жінок). 
В 1916 році у селищі Ольгине-Шишкине Цебриковської волості Тираспольського повіту Херсонської губернії, мешкало 164 людини (71 чоловік і 93 жінки).
Станом на 28 серпня 1920 р. в колонії Ольгине (Ольгинове, Шишкина) Цебриковської (Гофнунгстальської) волості Тираспольського повіту Одеської губернії, було 43 домогосподарства. Для них рідною мовою була російська. В колонії 188 людей наявного населення (88 чоловіків і 100 жінок). Родина домогосподаря: 87 чоловіків та 96 жінок (родичів: 1 і 4 відповідно). Тимчасово відсутні: солдати Червоної Армії — 9 чоловіків, військовополонені й безвісти зниклі — 2 чоловіків.
На 1 вересня 1946 року село Ольгинове входило до складу Поліно-Осипенківської сільської Ради Цебриківського району.
Станом на 1 травня 1967 року Ольгинове було у складі Цебриківської селищної ради Великомихайлівського району. 17 липня 2020 року було ліквідовано Великомихайлівському району і утворено Цебриківську селищну громаду Роздільнянського району.

## Населення
Згідно з переписом 1989 року населення села становило 240 осіб, з яких 113 чоловіків та 127 жінок.
За переписом населення 2001 року в селі мешкали 223 особи.
На 1 січня 2020 року — 229 осіб: 100 чоловік і 129 жінок.

### Мова
Розподіл населення за рідною мовою за даними перепису 2001 року:
| Мова       | Відсоток |
| ---------- | -------- |
| українська | 94,62 %  |
| російська  | 2,69 %   |
| румунська  | 1,79 %   |
| білоруська | 0,45 %   |
| німецька   | 0,45 %   |